# Gare des Moutiers-en-Retz
Gare des Moutiers-en-Retz vasútállomás Franciaországban, Les Moutiers-en-Retz településen.

## Vasútvonalak
Az állomást az alábbi vasútvonalak érintik:
- Sainte-Pazanne–Pornic-vasútvonal

## Kapcsolódó állomások
A vasútállomáshoz az alábbi állomások vannak a legközelebb:
- Gare de La Bernerie
- Gare de Bourgneuf-en-Retz